# Supercopa de España femenina de baloncesto 2007
La Supercopa de España femenina de baloncesto 2007 o SuperCopa LF 2007 fue la 5ª edición desde su fundación. Se disputó en el Pabellón Fuente de San Luis de Valencia, Comunidad Valenciana, el día 19 de octubre de 2007, donde el equipo local, el Ros Casares Valencia, conquistó el título por cuarta vez en su historia.

## Equipos participantes
Los equipos participantes de acuerdo a los criterios de participación establecidos por la FEB fueron: 
| Equipo                      | Clasificación                                        | Participación |
| --------------------------- | ---------------------------------------------------- | ------------- |
| Ciudad Ros Casares Valencia | Campeón de la Liga Femenina y de la Copa de la Reina | 4.ª           |
| Perfumerías Avenida         | Subcampeón de la Copa de la Reina                    | 4.ª           |

## Árbitros
Los árbitros elegidos para arbitrar la Supercopa fueron:
- Germán Morales Ruiz
- Rubén Sánchez Mohedas

## Final
| 19 de octubre de 2007 | Ciudad Ros Casares Valencia                                         | 68–61                                | Perfumerías Avenida                                            | Valencia |  |
| 20:30                 | Parciales: 21–21, 18–6, 15–18, 14–16                                | Parciales: 21–21, 18–6, 15–18, 14–16 | Parciales: 21–21, 18–6, 15–18, 14–16                           | |  |
|                       | Estadísticas Aguilar 20 Tornikidou, Bjelica 7 Palau 5 Tornikidou 20 | Reporte Pts Reb Asts Val             | Estadísticas 19 Montañana 8 Montañana 5 Domínguez 17 Montañana | Pabellón: Pabellón Fuente de San Luis Asistencia: 1500 espectadores Árbitros: Germán Morales Ruiz, Rubén Sánchez Mohedas Televisión: |  |

### Plantillas
| #           | Jugadora             |
| ----------- | -------------------- |
| 4           | Yelena Baránova      |
| 5           | Evanthia Maltsi      |
| 6           | Laia Palau           |
| 7           | DeLisha Milton-Jones |
| 9           | Noemí Jordana        |
| 10          | Elisa Aguilar        |
| 11          | Elena Tornikidou     |
| 12          | Milka Bjelica        |
| 13          | Marina Ferragut      |
| 15          | Kathryn Douglas      |
| Entrenador  |                      |
| Manolo Real |                      |

| Campeonas de la Supercopa de España femenina de baloncesto 2007 |
| --------------------------------------------------------------- |
| Ros Casares Valencia 4.º título                                 |

| MVP:          |
| ------------- |
| Elisa Aguilar |

| #                      | Jugadora         |
| ---------------------- | ---------------- |
| 4                      | Anke de Mondt    |
| 6                      | Silvia Domínguez |
| 7                      | Anna Montañana   |
| 8                      | Isabel Sánchez   |
| 9                      | Clara Bermejo    |
| 10                     | Ivanka Matić     |
| 12                     | Tracy Reid       |
| 15                     | Tiffani Johnson  |
| Entrenador             |                  |
| José Ignacio Hernández |                  |